# National Association of Congregational Christian Churches

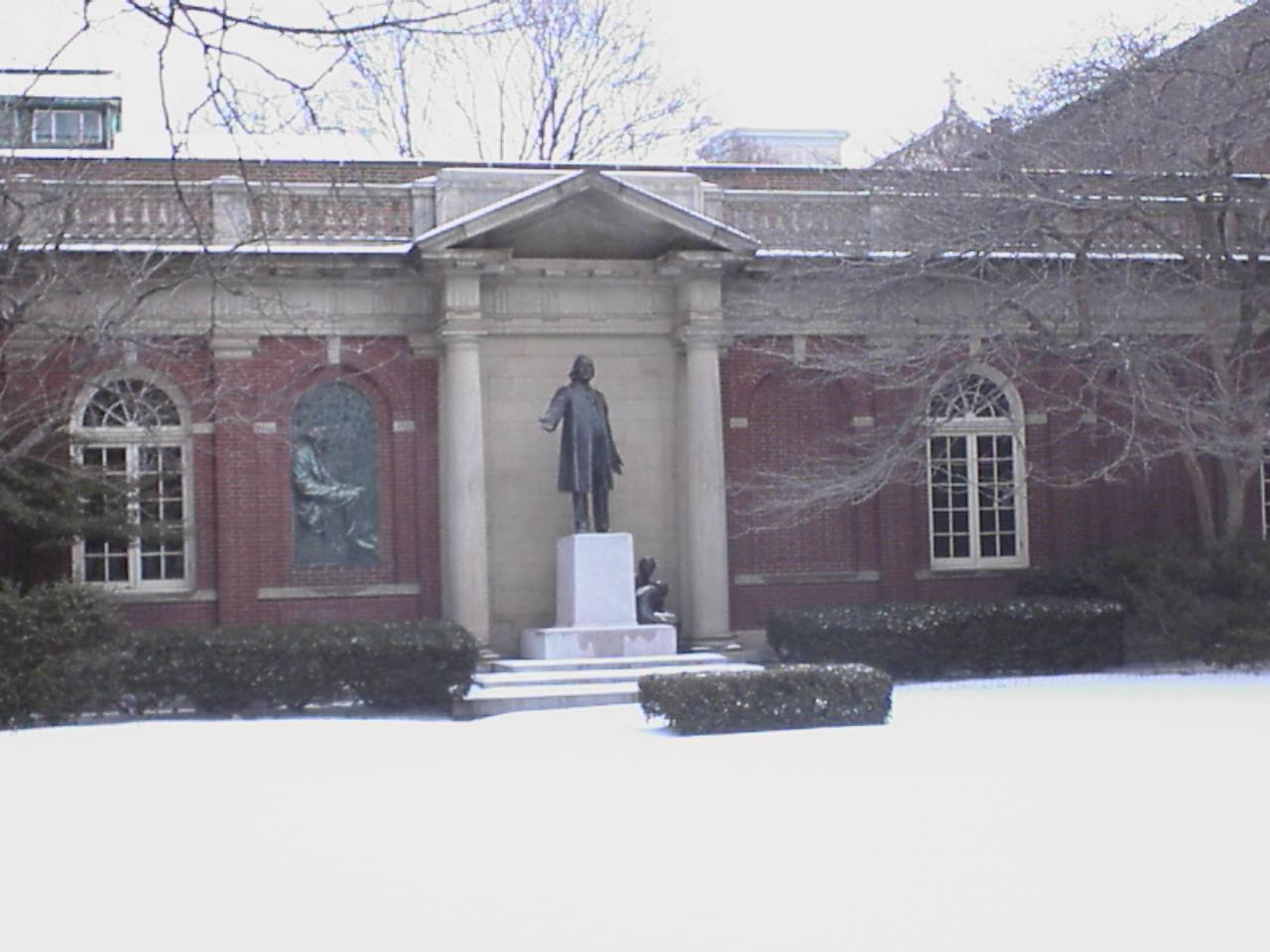
De Plymouth Church of the Pilgrims, een bij de NACCC aangesloten gemeente in Brooklyn Heights, met een standbeeld van Henry Ward Beecher

De National Association of Congregational Christian Churches (Nederlands: Nationale Vereniging van Congregationalistische Christelijke Kerken) is een Amerikaans protestants kerkgenootschap (kerkverband). In het jaar 2000 telde de NACC 66.000 gelovigen, 432 gemeenten en 650 voorgangers. Het kerkgenootschap heeft gemeenten in 39 staten, waarvan de meeste geconcentreerd zijn in Californië, Connecticut, Illinois, Maine, Massachusetts, Michigan en Wisconsin.

## Geschiedenis

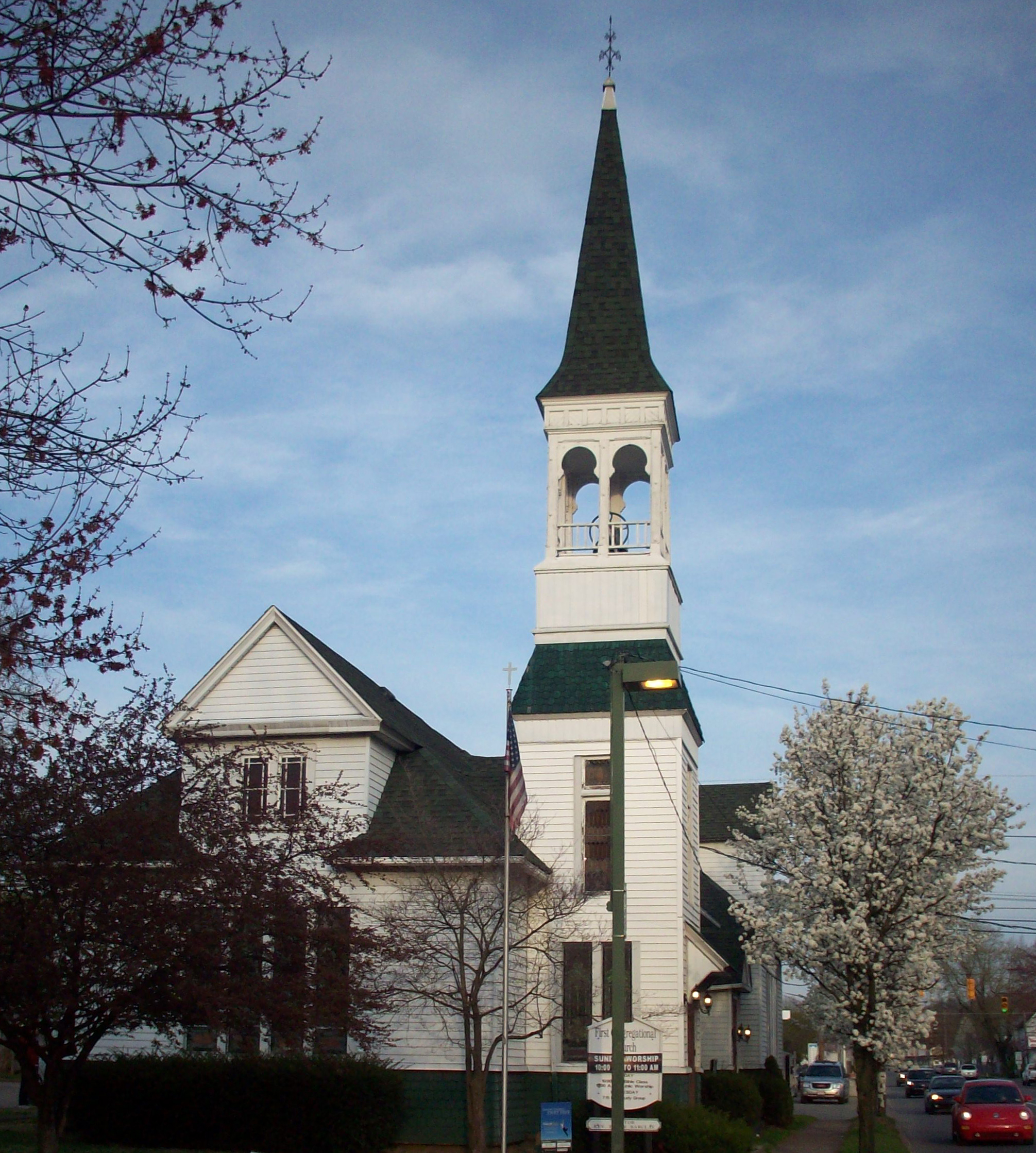
De First Congregational Church van Ceredo, West-Virginia

De NACCC ontstond in 1955 als samenwerkingsverband van verschillende Congregationalistische gemeenten die tot dan toe behoorden tot de Congregational Christian Church (CCC) als reactie op de voorgenomen fusie van de CCC met de Evangelical and Reformed Churches (E&R) die in 1957 uiteindelijk leidde tot de vorming van de United Church of Christ (Verenigde Kerk van Christus). Het grootste bezwaar van de tegenstanders van de fusie was de angst dat in het nieuwe kerkverband de autonomie van de lokale gemeenten gevaar zou lopen. Een congregationalistische gemeente in Brooklyn, New York spande in 1949 zelfs een rechtszaak aan tegen de moderator van de CCC, mevr. Helen Kenyon, om de voorgenomen fusie tegen te houden. Volgens de gemeente was het CCC als samenwerkingsverband niet bij machte om een fusie met de E&R af te dwingen. Na een periode van vijf jaar stelde de rechter de gemeente van Brooklyn echter in het ongelijk en traden ca. 200 gemeenten uit de CCC om de NACCC te vormen.
Naast de angst om hun zelfstandigheid te verliezen waren veel congregationalistische gemeenten ook bang dat het nieuwe kerkgenootschap, de United Church of Christ (UCC), inzage in de financiën van de gemeenten zou eisen, credo's en geloofsbelijdenissen en neo-orthodoxe geloofsvoorstellingen zou opleggen, iets waar veel congregationalistische gemeenten weinig voor voelden. Een ander hekel punt was de vrees dat wanneer een gemeente uit de UCC zou treden, dit kerkgenootschap beslag zou leggen op de kerkelijke goederen. Met de betrekkingen tussen de NACCC en de UCC is het uiteindelijk goed geworden: sommige gemeenten zijn zowel bij de NACCC als bij de UCC aangesloten; bovendien deelt men verschillende opleidingsinstituten als seminaries, hogescholen (colleges) en universiteiten.

## Organisatie
Volgens het congregationalistische principe zijn gemeenten volledig zelfstandig, maar omdat ze allemaal tot de ene Kerk van Christus behoren gaan zij vrijwillige allianties aan met gelijkgezinde gemeenten; dit zijn de lokale en provinciale allianties die gezamenlijke vergaderingen beleggen. De provinciale allianties zijn op hun beurt weer aangesloten bij het landelijke orgaan, de NACCC, die jaarlijks een bijeenkomst organiseert, de Annual Meeting (jaarvergadering), waar vertegenwoordigers van de aangesloten gemeenten naartoe worden gestuurd. Het hoofdkantoor bevindt zich in Oak Creek, Michigan. Tussen de conferenties in wordt de NACCC bestuurd door een Executive Director (Uitvoerend Directoraat). Geheel in de congregationalistische traditie kan de Annual Meeting niets opleggen aan de aangesloten gemeenten van de NACCC, ze kunnen slechts adviseren. Soms komt het voor dat een advies van de Annual Meeting in een aangesloten gemeente per referendum wordt verworpen.
De NACCC geeft enkele periodieken uit, w.o. Congregational Foundation en Congregational Foundation for Theological Studies. Ook verschijnt er ieder jaar een jaarboek waarin alle gemeenten zijn opgenomen met hun voorgangers.

## Positionering
Over het algemeen zijn de meeste bij de NACCC aangesloten gemeenten midden-orthodox en staan in de negentiende-eeuwse congregationalistische traditie van tolerantie en liberalisme. Dit alles is echter sterk afhankelijk van de plaatselijke omstandigheden: er zijn ook wat meer orthodoxere gemeenten. Als gevolg van deze verscheidenheid onthoudt de NACCC zich van politieke uitspraken, dit in tegenstelling tot de UCC. In tegenstelling tot de in 1948 opgerichte Conservative Congregational Christian Churches (CCCC), hoeven gemeenten die bij de NACCC (en de UCC) zijn aangesloten geen geloofsbelijdenis te ondertekenen Wel worden de apostolische geloofsbelijdenis en een eigentijdse geloofsverklaring regelmatig gebruikt tijdens kerkdiensten.
Vrouwen kunnen zowel ouderling, diaken als voorganger (meestal Pastor of Minister genoemd) worden. De moderator van de NACCC is niet zelden een vrouw.

## Liturgie
Gemeenten mogen zelf invulling geven aan de liturgie. Dit betekent dat er gemeenten zijn die klassieke liturgische vieringen houden als gemeenten die laagkerkelijke of eigentijdse vieringen houden.

## Sacramenten
- Heilig Avondmaal
- Doop

## Opleidingsinstituten
Congregationalisten hechten traditioneel erg aan goed opgeleide voorgangers. De universiteiten van Harvard en Yale zijn door congregationalisten gesticht. Tegenwoordig deelt de NACCC haar opleidingsinstituten met de UCC. Tot 2000 was Piedmont College in de staat Georgia de enige opleiding die men niet deelde met de UCC.

## Internationale affiliatie
De NACCC is aangesloten bij de International Congregational Federation (Internationale Congregationalistische Broederschap).